# Rain Epler
Rain Epler, född 6 juni 1977 i Tallinn, är en estnisk politiker och medlem av Estlands konservativa folkparti (EKRE). Han var Estlands miljöminister från 16 november 2020 till 26 januari 2021.

## Politisk karriär
Åren 2000–2006 var Epler medlem i Isamaa. Vid kommunalvalet 2017 kandiderade han för Estniska reformpartiet i Võru kommun men blev inte vald. Mellan 2019 och 2020 tjänstgjorde han som rådgivare åt finansminister Martin Helme och gick med i EKRE i oktober 2020. Från 16 november 2020 till 26 januari 2021 var han miljöminister. Epler har också varit medlem i styrelserna för Statens Skogsbrukscentrum, Stiftelsen för Utveckling av Företagande och KredEx.
Vid kommunalvalet 2021 var Epler EKRE:s borgmästarkandidat i Võru och valdes in i Võru stadsfullmäktige med 221 röster, där han fungerar som ordförande för revisionskommittén. Han leder också EKRE:s energi- och miljökommitté. Vid parlamentsvalet 2023 valdes han in i Riigikogu för valkrets 11 (Võru, Valga och Põlvamaa).

## Biografi
Rain Epler är gift och har tre barn. Han har arbetat inom försäkringsbranschen (AON, RSA och Swedbank Försäkring) och är delägare i företaget Pühajõe Pruulikoda OÜ, grundat 2016 i byn Kärgula i Võru kommun. Han äger också Kolmejalgne mündiga konn OÜ, som erbjuder IT-konsulttjänster.